# Clubul Iacobinilor

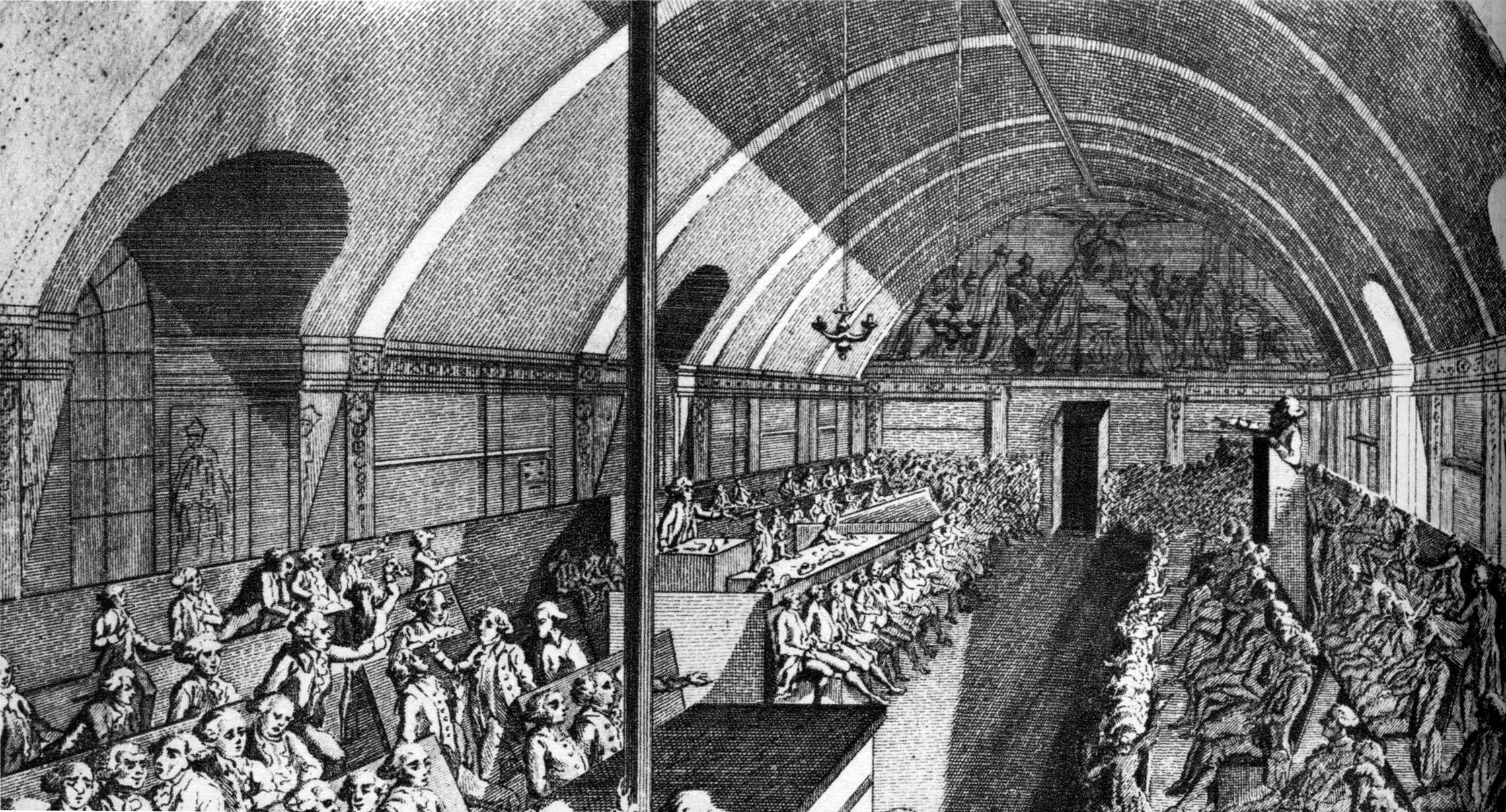
Şedinţă a Clubului Iacobinilor în 1791 în biblioteca dominicană.
Alexandre de Lameth este la prezidiu, iar Mirabeau ține un discurs.

Clubul Iacobinilor a fost o grupare politică radicală din timpul Revoluției Franceze. Ea își trage numele de la cel dat de francezi călugărilor dominicani, nume la rândul său provenit de la strada Sf. Iacob (în franceză rue Saint-Jacques), în care dominicanii și-au înființat prima mănăstire în Paris; Clubul Iacobinilor își ținea ședințele în clădirea dominicanilor din strada Saint-Honoré din același oraș.
În timpul revoluției, iacobinii au constituit în același timp un grup de presiune politică și o rețea extrem de eficientă. Activitatea clubului, esențială încă de la începutul lui 1790, a devenit dominantă între 1792 și 1794. În această perioadă, adjectivul „iacobin” a ajuns să însemne „partizan al politicii Comitetului de Salvare Publică”. La sfârșitul lui 1793, clubul colabora cu circa 6.000 de societăți de același tip în toată Franța. Căderea lui Robespierre a marcat sfârșitul exercitării rolului politic de către club și a antrenat dizolvarea sa în noiembrie 1794.
Din această epocă, numele și adjectivul au început să desemneze un politician ostil oricărei idei de slăbire sau de dezmembrare a statului.
Istoria Clubului Iacobinilor poate fi împărțită în trei perioade, pe care Michelet le-a caracterizat după figurile cele mai reprezentative: „A existat iacobinismul primitiv, parlamentar și nobiliar, al lui Duport, Barnave și Lameth, cel care avea l-a ucis pe Mirabeau. A existat iacobinismul ziariștilor republicani, orleaniști, Brissot, Laclos etc., în care dominant a fost Robespierre. În cele din urmă,... iacobinismul de la 1793, cel al lui Couthon, Saint-Just, Dumas etc...”

## Originea numelui „iacobin”

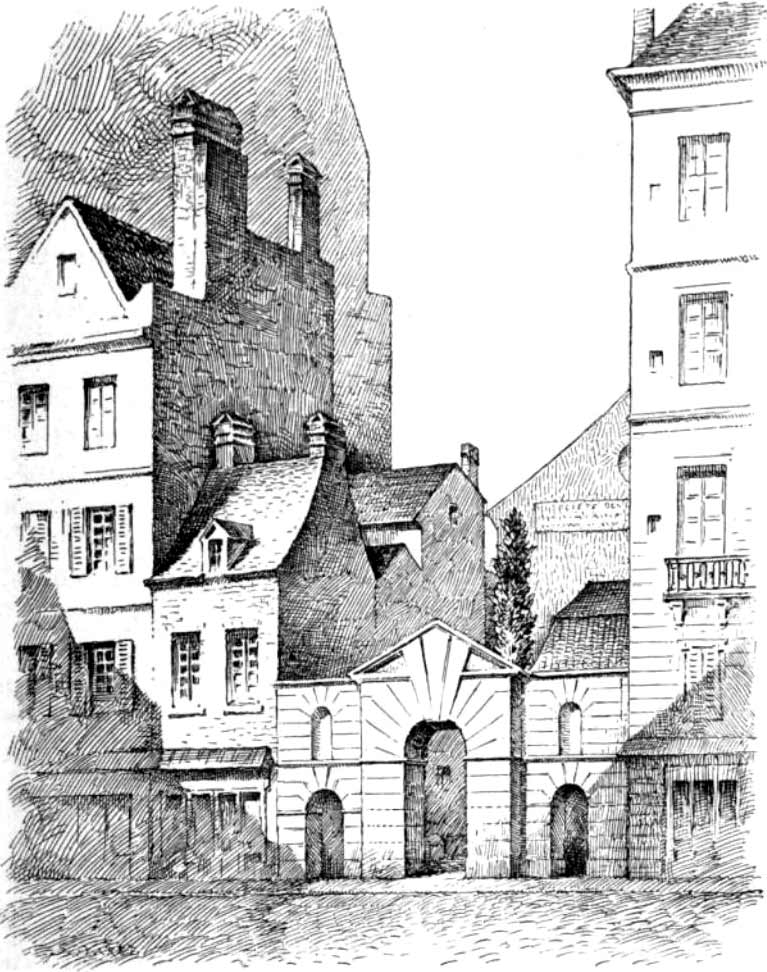
Intrarea în clădirea Clubului Iacobinilor.

Înainte de revoluție, termenul „iacobin” desemna Ordinul dominican, care își înființase prima mănăstire din Paris într-un azil pentru pelerini săraci la 6 august 1218. În 1789, dominicanii aveau în Paris trei clădiri: cea din strada Sf. Iacob (rue Saint-Jacques), cea din strada Saint-Honoré care a devenit ulterior și sediul Clubului Iacobinilor, și cea din suburbia Saint-Germain a cărei capelă a devenit biserica Sfântul Thomas-d'Aquino.
Mănăstirea dominicană depindea de o mănăstire italiană dedicată sfântului Iacob, situată la nord de Genova situată lângă un deal denumit Alto passo (în franceză Haut-Pas). Mănăstirea dominicană din Paris și-a luat și ea numele de Sfântul Iacob, nume dat în același timp și străzii pe care a fost construită și care pleacă din partea de sud a île de la Cité. Călugării dominicani de la Sf. Iacob au primit numele de iacobini.
În secolul al XVII-lea, mănăstirea dominicană a fost mutată în rue Saint-Honoré, dar călugării și-au păstrat porecla de iacobini. Din prima mănăstire din strada Sf. Iacob nu a mai rămas decât biserica Saint-Jacques-du-Haut-Pas.
În secolul al XVIII-lea, criza religioasă a obligat puținii dominicani rămași să caute surse financiare închiriind refectoriile mănăstirii din strada Saint-Honoré, săli impunătoare devenite inutile. Astfel, Societatea Prietenilor Constituției a închiriat în 1789 așa-numita sală a iacobinilor, în aceeași perioadă când Adunarea Națională s-a mutat la Paris.

## Clubul Iacobinilor în timpul Adunării Constituante (toamna 1789 – toamna 1791)

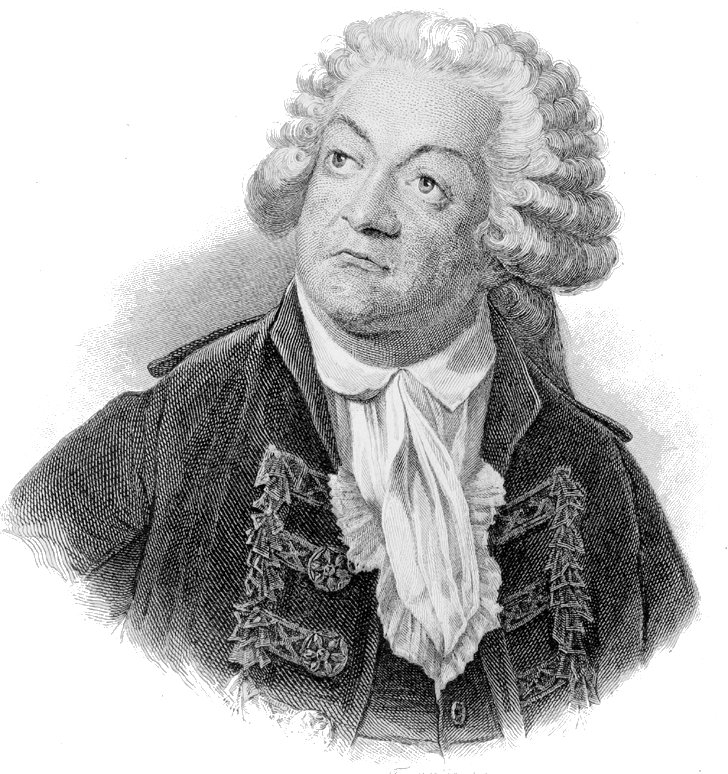
Mirabeau a dominat clubul până în decembrie 1790.

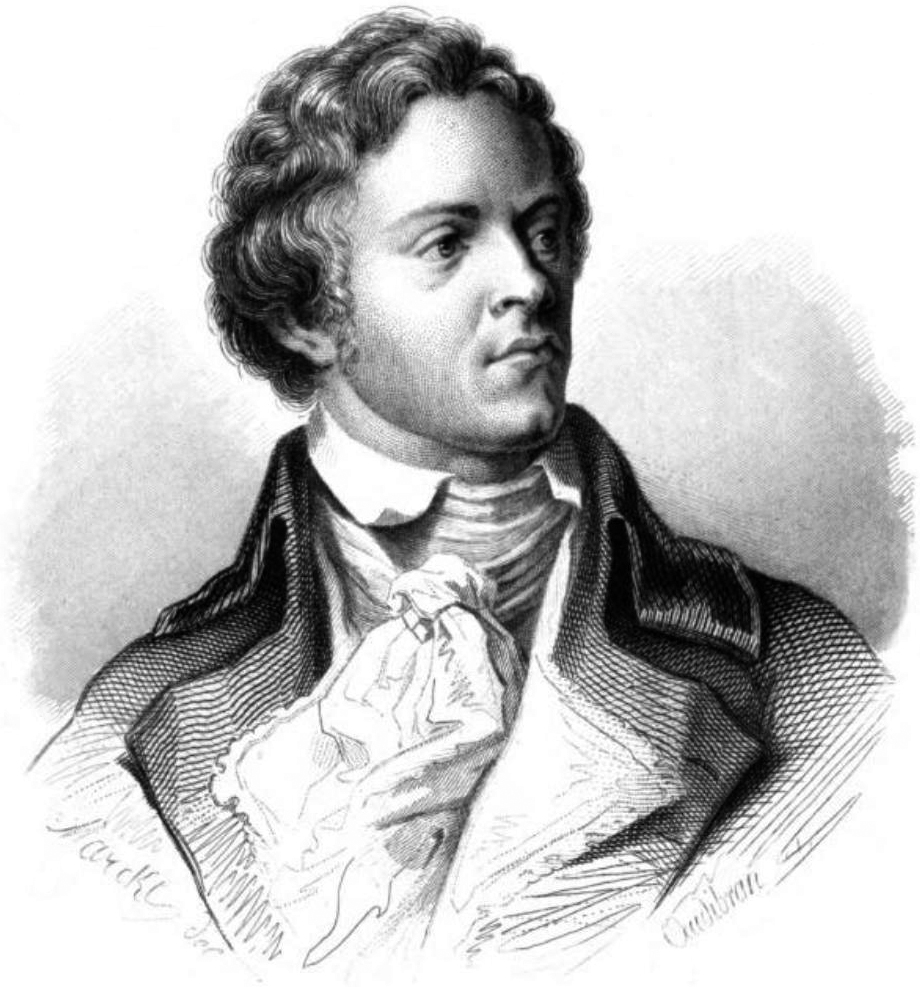
Antoine Barnave.
I-a urmat triumviratul Duport, Barnave și Lameth.

La 30 aprilie 1789, deputații bretoni din Stările Generale – în principal Le Chapelier, Lanjuinais și Glezen, avocați la baroul din Rennes – au înființat la Versailles un  club breton, deschis și altor deputați patrioți. După zilele de 5 și 6 octombrie 1789 și după mutarea Adunării Constituante la Paris, împreună cu regele, clubul s-a reconstituit sub numele de „Societatea Prietenilor Constituției” (în franceză Société des amis de la Constitution) și s-a instalat la mănăstirea iacobinilor, nume ce avea să o facă celebră.
La început, scopul clubului a fost să pregătească ședințele Adunării, discutând în avans textele care urmau să fie dezbătute, precum și cel de a acționa pentru alcătuirea și consolidarea Constituției. Succesul a venit repede: 200 de membri la înființare, deja mai mult de o mie în decembrie 1789. Recrutarea nu mai era acum rezervată doar deputaților, dar cotizația de 24 de livre și obligativitatea recomandării din partea a cinci membri îi confereau un caracter elitist. Erau membri toți liderii curentului patriot, de la Mirabeau la Robespierre, de la La Fayette la Pétion, și cu triumviratul Duport, Barnave și Lameth.
Foarte rapid, clubul s-a înconjurat în provincie de filiale cărora le-a acordat învestitura. La sfârșitul lui 1790, avea deja 150 de filiale, constituind o vastă rețea națională, dotată, începând cu luna octombrie 1790, cu Journal des Sociétés des amis de la constitution, publicație înființată de Choderlos de Laclos. Un comitet de corespondență, cel mai important din club, controlat de Barnave și de prietenii săi asigura legăturile între societatea-mamă și filiale.
O analiză socială a membrilor, atât a celor din Paris cât și a celor din provincie, arată aceeași predominanță a elitelor stării a treia: negustori, magistrați, ofițeri, medici, arendași.
La Paris, Mirabeau, prin elocvența sa, a exercitat, cel puțin până în decembrie 1790, cea mai mare influență în rândul Clubului Iacobinilor. La 2 martie 1791, Lameth i-a distrus influența acuzându-l de complot cu „aristocrații”. Începând de atunci, iacobinii au fost dominați de triumvirat.
Dar fuga regelui în iunie 1791 și reîntoarcerea sa au schimbat datele problemei. Decretele care declarau inviolabilitatea regelui și revenirea în funcțiile sale au provocat o scindare. La 16 iulie 1791, în ajunul schimbului de focuri de la Champ-de-Mars, Barnave a părăsit gruparea, împreună cu majoritatea moderată (aproape toți deputații) și s-a instalat la Club des Feuillants. La iacobini au rămas circa zece deputați: Robespierre, Pétion, Roederer, Buzot, Grégoire și alți câțiva. Dar scindarea provocată de Barnave avea să se dovedească a fi un eșec politic, atât în Paris cât și în provincie (în toamna lui 1791, existau 442 de societăți iacobine și doar 60 feuillante, 110 fiind nehotărâte). În iunie și septembrie 1791, societatea a trecut la mai multe excluderi legate de introducerea chestiunii coloniale în viața politică franceză. La 10 și 12 iunie, la cererea lui Danton, au fost suspendați mai mulți deputați ai coloniilor (Gouy d'Arcy, Moreau de Saint-Mery, Jean-Baptiste Gérard, Joseph Curt) pentru că au boicotat adunarea națională de la votul din 15 mai 1791 prin care s-a acordat egalitate politică unei părți a negrilor liberi. Ei au aderat la Club de Feuillants. 
La 25 septembrie a fost rândul lui Barnave, Alexandre et Charles Lameth, Goupil de Prefeln și Adrien Duport, ale căror nume au fost din nou scrise în procesele verbale ale societății. În acest caz, ei au fost șterși pur și simplu deoarece, cu o zi în urmă, ei revocaseră același decret.
În pofida acestei victorii, iacobinii au obținut doar un succes relativ în alegerile din septembrie 1791 pentru Adunarea Legislativă: candidații au fost învinși în Paris, deși în Province au avut o soartă mai bună. În noua Adunare, 136 de deputați s-au înscris la iacobini, și 260 la Feuillants. Ceilalți, peste 300, au refuzat să aleagă între cele două facțiuni.
Dar clubul și-a schimbat rolul. Grégoire și Roederer au reformulat principiile de organizare și doctrina. Dintr-un club de discuții, el a devenit o mașină politică în slujba unei a doua revoluții.

## Club Iacobinilor sub Adunarea Legislativă (toamna 1791 – toamna 1792)

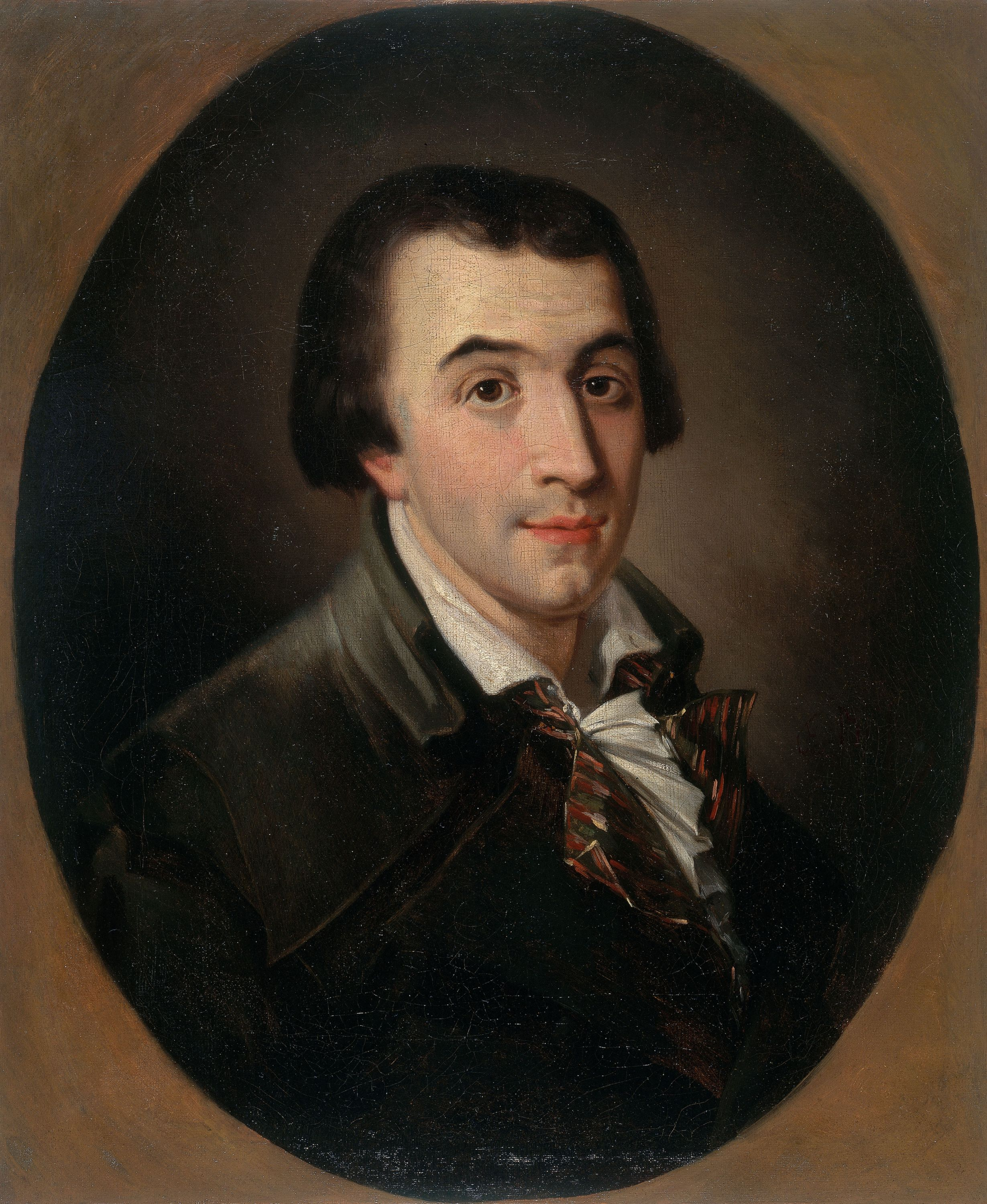
Brissot, deputat de Paris, este omul războiului revoluţionar. Împreună cu prietenii săi, a reprezentat a doua generaţie revoluţionară, denumită de Lamartine girondinii.

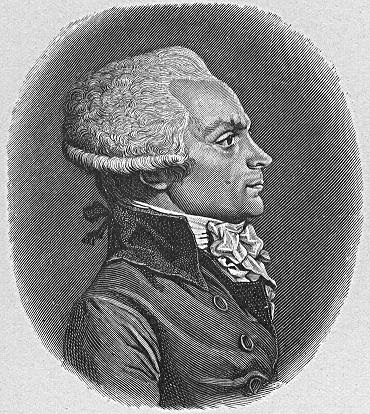
Robespierre s-a opus războiului aproape de unul singur. Duelul care i l-a opus lui Brissot a avut loc în cadrul Clubului Iacobinilor. Acolo, Robespierre a ţinut cinci mari discursuri şi aproximativ zece alte intervenţii.

Noutatea majoră a fost fără îndoială modificarea relației între club și Adunarea Națională. Din acest moment, clubul n-a mai fost destinat în esență dezbaterilor adunării. A căpătat o autonomie reală, ca o altă Adunare. Marile dezbateri politice au avut loc în această perioadă, atât la Clubul Iacobinilor cât și la Adunarea Legislativă, aceasta din urmă văzându-se contestată fără încetare de iacobini. Adunarea Legislativă era compusă din deputați noi, deoarece un decret promovat de Robespierre interzisese membrilor Adunării Constituante să facă parte din noul organism.
Brissot a enumerat într-un discurs ținut la 28 septembrie misiunile ce reveneau clubului: discutarea legilor de adoptat și crearea condițiilor pentru disciplină parlamentară, dar și „supunerea conduitei funcționarilor publici la o cenzură riguroasă a tribunalului opiniei publice”, și mai ales „denunțarea legilor rele și căutarea mijloacelor pentru a obține revocarea lor”.
Admiterea la ședințe a publicului, la 12 octombrie 1791, a supus clubul la presiunea activiștilor parizieni din tribune. Celor trei comitete existente (de corespondență, de admitere și de prezentare) li s-a adăugat un comitet de raportare și unul de supraveghere, dar comitetul de corespondență și-a păstrat rolul strategic și a regrupat liderii: Pétion, Brissot, Buzot, Robespierre, Réal, Carra, Bourdon, Billaud-Varennes, Collot d’Herbois, Desmoulins, Clavière.
Iarna 1791-1792 a fost marcată la Clubul Iacobinilor de dezbaterea pe tema războiului și de un duel între Brissot și Robespierre. Brissot era susținătorul războiului: „A venit vremea”, spunea el, „pentru o nouă cruciadă: o cruciadă a libertății universale”; considera că este de datoria Franței să ajute revoluționarii din toată Europa. Distrugând centrul exilaților conservatori francezi din Koblenz, spera să restabilească ordinea. Robespierre îi era ostil. El se temea de dictatura militară și denunța idealismul lui Brissot:
| “ | Cea mai extravagantă idee care s-ar putea naște în capul unui om politic este aceea de a crede că e suficient ca un popor să intre cu brațele înarmate în țara unui popor străin pentru a-l obliga să adopte legile sale și Constituția sa. Nimănui nu-i plac misionarii înarmați. | ” |

Robespierre, izolat, n-a reușit să convingă. Popularitatea lui în rândul clubului era scăzută și, la 20 aprilie 1792, s-a declarat război Austriei. Brissot și prietenii săi păreau să-și păstreze avantajul când, în primăvara lui 1792, regele a constituit un guvern girondin, dar acest compromis cu monarhia i-a făcut pe aceștia vulnerabili în fața atacurilor lui Robespierre.
Acesta din urmă a recâștigat avantajul în cadrul Clubului Iacobinilor în iulie, odată cu primele înfrângeri care aveau să ducă la radicalizarea Revoluției. Într-un important discurs, la 29 iulie, Robespierre a cerut detronarea regelui și alegerea unei Convenții Naționale alese prin vot universal. 
Clubul Iacobinilor a fost unul dintre principalii beneficiari ai zilei de 10 august 1792 (căderea monarhiei franceze). El a ocupat din acel moment o poziție dominantă, inaugurând perioada iacobină a Revoluției Franceze.
Clubul Iacobinilor a desemnat reprezentanții Parisului (24 de deputați) la alegerile pentru Convenția Națională. Robespierre a fost ales primul, Danton al doilea (cu mai multe voturi ca Robespierre, 638 din 700).

## Perioada Convenției (toamna 1792 – toamna 1794)

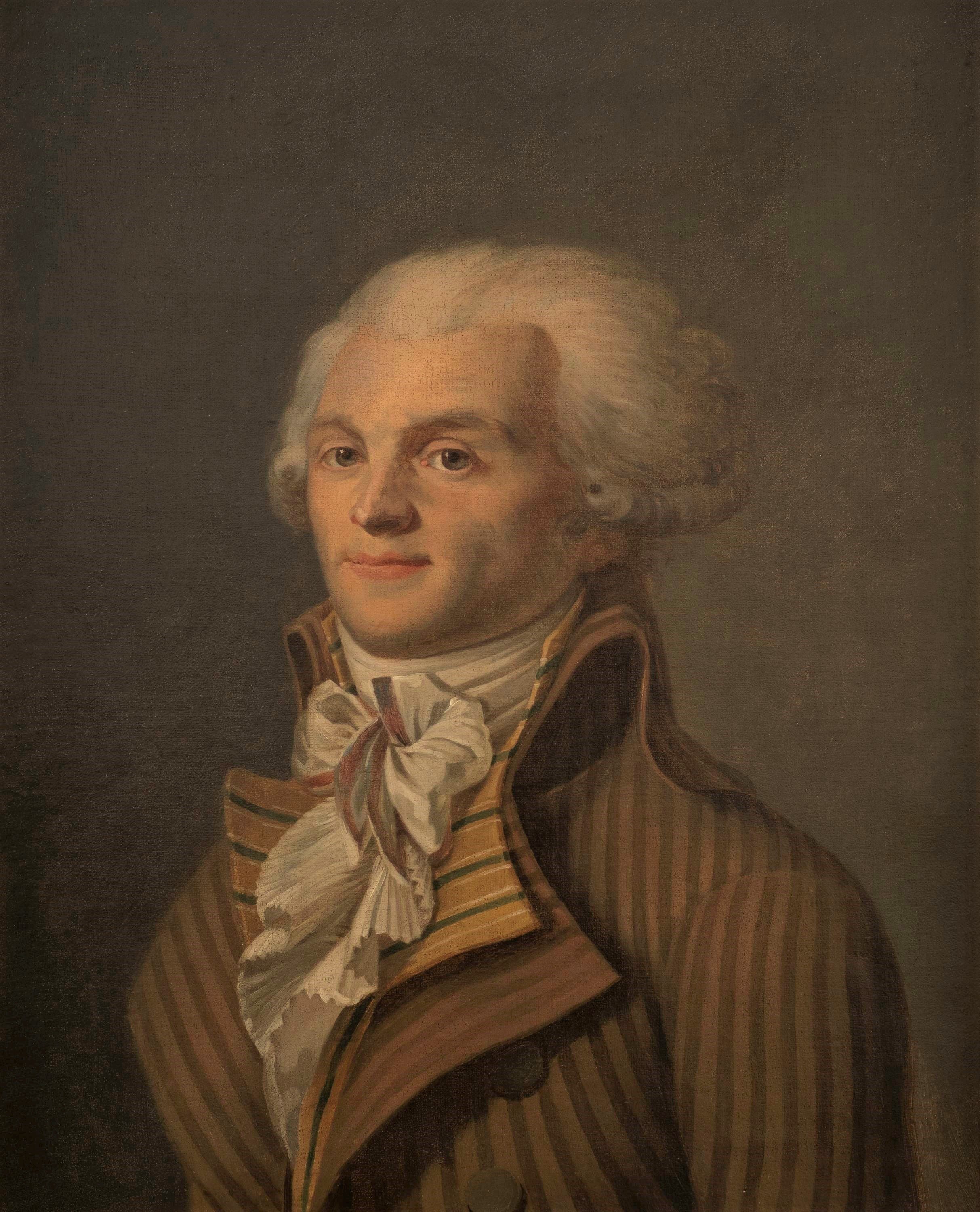
Între vara lui 1793 și cea a lui 1794, Clubul Iacobinilor s-a identificat cu Robespierre

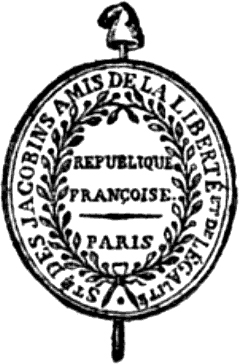
Sigiliul Clubului Iacobinilor

Începând cu toamna lui 1792, clubul și-a schimbat numele și a devenit „Societatea Iavobinilor Prieteni ai Libertății și Egalității”. Și-a schimbat cu această ocazie și imaginea publică. După Michelet, „această a treia legiune convocată într-un fel în numele egalității diferea mult de celelalte două. În primul rând era mult mai tânără. Apoi, marea majoritate era formată din persoane mai puțin intelectuale, cu m ar fi tâmplarul Duplay etc. Acești curajoși foarte pasionați erau în general cinstiți și dezinteresați. Profund fanatici iubitori de patrie, erau conștienți de ignoranța lor și nu căutau decât un conducător, le trebuia un om cinstit, bineînțeles și puternic, și și-au pus conștiințele în mâinile lui Robespierre. Ei erau, dacă nu mă înșel, mai naivi și mai violenți, mai puțin rafinați și mai percutanți decât oamenii din ziua de astăzi. Fanatismul sincer, poate prea puțin luminat la unii, violența adevărată sau doar mimată a altora, conglomeratul de furie din rândurile lor, fiecare întrecându-se în furie patriotică, făceau societatea (oricât de disciplinată ar fi părut) foarte greu de controlat manier. Ea depășea adesea măsura în multe situații.”
Clubul a devenit mai mult un club de militanți decât de deputați. Efectivele pariziene erau atunci de ordinul miilor, dintre care 205 de deputați în Convenția Națională în octombrie 1792, repartizați între: 38 girondini, 129 montagnarzi și 38 de deputați moderați din marais.
Până în zilele de 31 mai - 2 iunie 1793, clubul a fost centrul conflictului între montagnarzi și girondini, care dispuneau de majoritatea în Convenție datorită susținerii moderaților. Începând cu septembrie-octombrie 1792, clubul a fost dominat de Robespierre și Brissot a fost exclus din rândurile iacobinilor în octombrie, acuzat de complot și etichetat drept dușman al poporului. Acum, iacobinii au încetat să fie o contraadunare, ci o grupare de susținere a minorității mai radicale din Convenție.
Rolul iacobinilor a fost esențial în zilele de 31 mai - 2 iunie 1793 (arestarea girondinilor). Programul a fost stabilit la începutul lui mai de fratele lui Robespierre, Augustin: „trebuie ca toți bunii cetățeni să se unească în acțiunea lor, să dirijeze opinia publică într-o manieră mai utilă decât până în prezent, și să vină la lucrările Convenției și să ne oblige să punem în aplicare arestarea deputaților necredincioși.” Iacobinii aveau să participe activ cu mai mulți membri în comitetul care a organizat insurecția. În ziua de 26, la club, Maximilien Robespierre a invitat „poporul să înceapă insurecția contra deputaților corupți.” La 2 iunie, o mulțime formată din 80.000 de oameni înarmați a încercuit Convenția. După o tentativă de ieșire în bloc care s-a înfruntat cu tunurile lui Hanriot, adunarea a trebuit să accepte să decreteze arestarea tuturor liderilor girondini.
Iacobinii, străjeri ai fundamentalismului revoluționar, aveau să se bazeze din ce în ce mai mult pe scrutinele de epurare din Paris și din provincie supravegheate de reprezentanți în misiune. La Paris, după epurarea din aprilie 1793 condusă de un comitet desemnat (nu ales), întrucât Robespierre a arătat că „societatea are în sânul ei destui dușmani interesați să îndepărteze din acest comitet pe membrii de a căror severitate se tem”. Epurările au fost urmate de eliminarea „facțiunilor” (hebertiștii, dantoniștii). „Se votează cu mâna ridicată, prin definiție: secretul nu convine decât complotiștilor. Hotărârea trebuie luată înainte de reuniunea clubului, în conciliabulele șefilor, și ratificată de fanatismul sau de disciplina trupelor. Iar provincia va urma exemplul casei-mamă.”
Iacobinii controlau acum o rețea de 5500 de filiale în Franța și reprezintă între 100 și 200.000 de militanți. Implantarea ei a fost puternică în nord și nord-est, în Ile-de-France, Aquitania, sud-vest și în Provence-ul de est, slabă în Bocage-ul normand, în Bretania interioară, în  Vendée-ul de Vest, în Vosgi, Alsacia, Champagne, Berry, Bourbonnais și o parte din Masivul Central. În fiecare comună trebuia, conform unei instrucțiuni a Comitetului de Salvare Publică, să existe „o societate care să reîncălzească spiritul public, să protejeze poporul și să-i supravegheze pe cei care i-ar putea face rău”. Atribuțiile acestor filiale erau multiple: încurajau înscrierile și susțineau efortul de război, urmăreau suspecții, supravegheau aplicarea legii, impuneau noul calendar revoluționar etc.
Iacobinii au constituit baza puterii lui Robespierre în anul II. Acolo îi plăcea lui să meargă, să-și testeze ideile, unde era mereu aclamat. El era acolo „ca un pește în apă”, după cum spunea François Furet.
Pregătirea complotului din 9 thermidor (27 iulie 1794) este celebră. Comitetul de Salvare Publică s-a divizat. Robespierre nu a mai apărut acolo de o lună. Collot d’Herbois, Billaud-Varenne, Carnot se simțeau amenințați și au luat legătura cu alte grupări: foștii reprezentați în misiune demiși de Robespierre pentru că au „abuzat de principiile revoluționare”, Comitetul de Siguranță Generală care nu a acceptat să renunțe la unele prerogative ale sale în materie de menținerea ordinii, deputații moderați care se sufereau și deplângeau regimul Terorii.
Clubul Iacobinilor l-a susținut până la sfârșit dar nu a reușit să-i ridice la luptă pe sans-culottes din secțiunile Parisului cum a reușit la 2 iunie.

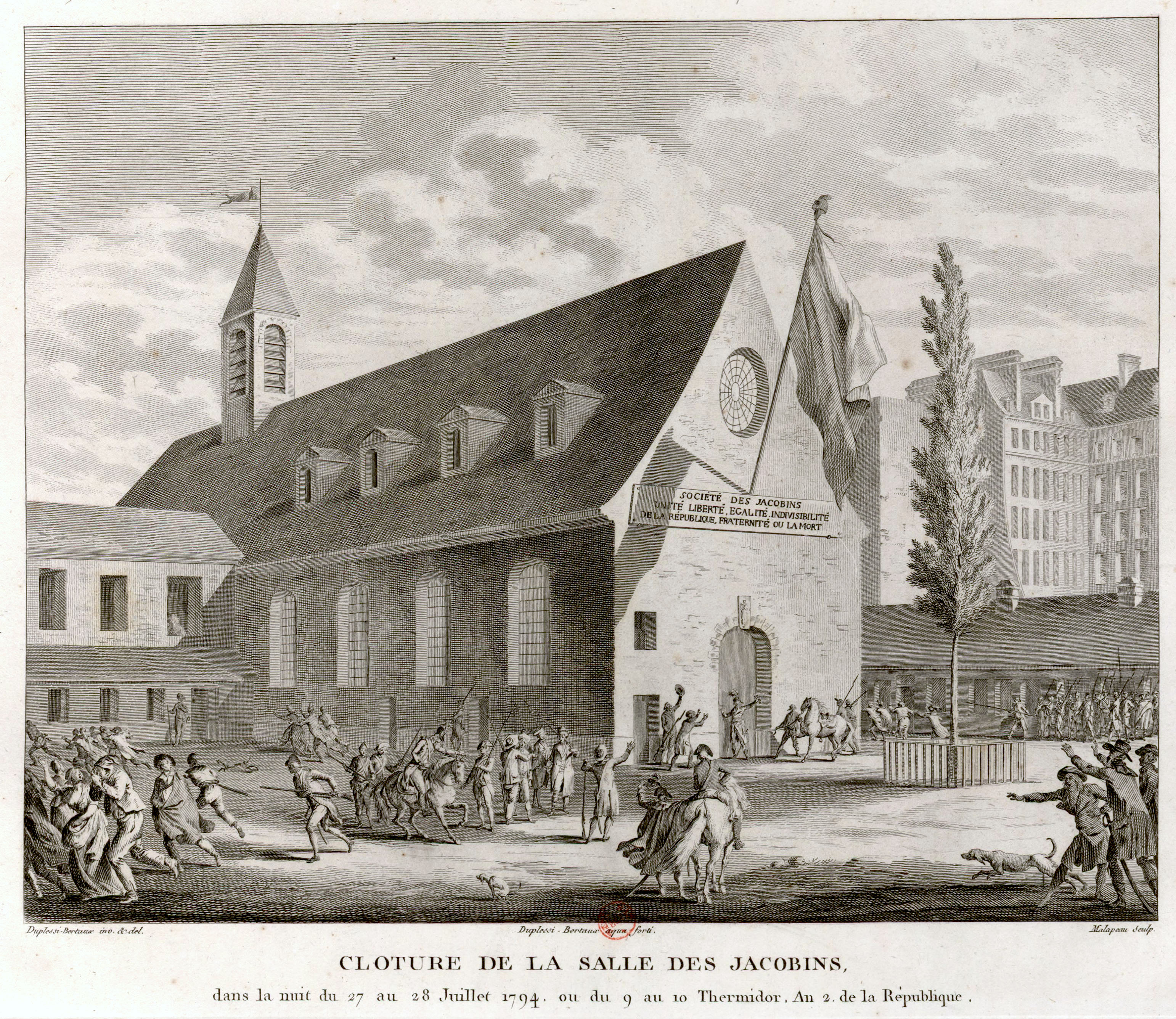
Închiderea sălii iacobinilor la 10 thermidor.

La 8 thermidor, Robespierre a luat cuvântul la Convenție să ceară pedepsirea trădătorilor (fără a-i numi) și epurarea comitetului. Intimidată, Adunarea a încuviințat discursul său, după care mai mulți deputați au cerut nume iar Robespierre a refuzat să le dea și Adunarea a hotărât să trimită discursul să fie examinat de comisii. Seara, Robespierre s-a dus împreună cu Couthon la iacobini. Billaud-Varennes și Collot d’Herbois erau deja acolo. Cu toții au cerut cuvântul, Robespierre l-a primit. El a recitit discursul într-o cu totul altă atmosferă decât la Convenție: iacobinii l-au aclamat. Collot și Billaud au vrut să răspundă, dar degeaba; sub huiduieli și strigăte: „la ghilotină!” au fost izgoniți din sală. Dumas, președintele tribunalului revoluționar le-a strigat: „vă aștept mâine la tribunal!”
A doua zi, 9 thermidor, la Convenție, după o dezbatere dramatică, s-a decis arestarea lui Robespierre. Insurecția instigată de iacobini a eșuat și el a fost ghilotinat împreună cu susținătorii lui la 10 thermidor.
Căderea sa n-a antrenat imediat sfârșitul iacobinilor. Clubul a fost închis, apoi epurat de elementele presupuse robespierriste, și și-a redeschis porțile la scurt timp. Dar presiunea opiniilor contra terorii și responsabililor ei a determinat Convenția să închidă sala de întruniri la 12 noiembrie 1794. Ea avea să fie demolată după încă șase luni, în urma unui decret din 1795 prin care s-a ordonat transformarea clădirii iacobinilor în piață publică, sub numele de „piața 9 thermidor”.